# Мир фантастики
«Мир фантастики» (укр. Світ фантастики), скор. «МирФ» — щомісячний російський журнал, присвячений фантастиці в усіх її проявах. Є найбільшим журналом такої тематики на пострадянському просторі. В 2006 та 2021 роках був визнаний Європейським товариством наукової фантастики найкращим журналом Європи.
Охоплює статті та рецензії про фантастичну літературу, комікси, фільми, серіали, настільні ігри, відеоігри, музичні альбоми, історію фантастики, її підґрунтя з реальності, фендоми.
Видавався в паперовому і електронному варіантах. Паперовий — формату А4, був повноколірний глянцевий. Комплектувався двостороннім постером і додатковими матеріалами на DVD. В жовтні 2018 року було оголошено, що надалі журнал стане виключно електронним. Електронна версія доступна для покупки в Google Play.

## Історія
В 1997 році видавництво «ТехноМир» («Игромедиа») починало свою активну діяльність, видаючи журнал про відеоігри «Игромания». За два роки це видання перетворилося на флагман всієї російської ігрової друкованої журналістики. У 2004, в видавництві запустили ще один ігровий журнал — «Лучшие компьютерные игры», який також здобув популярність. Бізнес потребував розширення, але новий журнал про медицину «Личный доктор» отримав тільки один випуск. За ідеєю Миколи Пегасова і Дениса Давидова в 2003 році було засновано, з великим побоюваннями щодо успіху, «Мир фантастики». Назва для журналу мала бути ємною і в той же час впізнаваною. З-поміж варіантів розглядалися: «Перехрестя світів», «Матриця», «Фабрика світів», «Галактика», «Дракон», «Зоряна гавань», «Сатана», «Вік пригод», «Планета фантастики». Микола Пегасов наполягав на варіанті «Портал». Варіант «Світ фантастики» спочатку вважався надто банальним.
Перший номер вийшов на 80-и сторінках із зазначенням на обкладинці «„Игромания“ представляє». У перших номерах були закладені ключові традиції журналу: основні розділи, оформлення і гумористичні комікси й ілюстрації Олександра Ремізова, рубрика «Очікування» в січневому номері, «Підсумки» в лютневому і фірмовий плакат — подарунок читачам на Новий рік. Перший логотип журналу був створений Романом Гринихою і вирізнявся кутастим шрифтом. У 8-му номері, разом зі зміною дизайну, було створено і новий логотип від дизайнера Андрія Казанджія. Відтоді він лишається незмінним. Перший дизайн поєднував в собі яскраві кольори, три колонки тексту і «казкові» фони й колонтитули.
Редакцію склали Микола Пегасов (засновник і головний редактор), Петро Тюленєв (редактор диска, згодом розділу «Книжковий ряд»), Олександр Трифонов (ігровий редактор), Михайло Попов (автор науково-популярних і гумористичних статей), Борис Невський (оглядач гумористичної фантастики).
У квітні 2004 році було впроваджено другий дизайн журналу, основною відмінністю якого від першого стали більш строгі колонтитули. Він отримав критику читачів як надто суворий і невідповідний тематиці. У грудні 2004 дебютував третій дизайн «МирФ», що став «класичним». В ньому переважали яскраві кольори, округлі форми, блискучі градієнти. Верхній рядок сторінки повідомляв про поточну і сусідні рубрики. Сторінки містили «казкові» фони, які зображали горілий пергамент, пожовклі сторінки. Цей дизайн ліг в основу дизану сайту, на якому викладалися матеріали паперової версії із затримкою у 2-3 місяці.
На початку 2000-х журнали мали моду на додаткові матеріали. Подібно до «Игромании» та «ЛКИ» «МирФ» комплектувався CD-диском, який містив додаткові статті, шпалери для робочого столу ПК, ілюстрації, трейлери фільмів та відеоігор. № 19 за березень 2005 року на прохання читачів отримав DVD-додаток з фільмом «Дюна» і надалі традицією стало додатково надавати якийсь фантастичний фільм. Проте частина тиражу комплектувалася CD і надалі, до 2007 року. З часом наповнення диска розширювалося кіноляпами фантастичних фільмів, музикою.
У № 25 було введено рубрику «Сума технології» про новинки науки і техніки. Вона існувала 40 номерів, проте не схвалювалася читачами. Основна маса критики була спрямована на огляди мобільних телефонів, телевізорів чи іграшок. У № 45 (травень 2007) вперше з'явилися титульні листи редакторів з фотографіями і вступним словом, які проіснували до березня 2009.
У квітні 2008 року головний редактор і засновник журналу Микола Пегасов став видавцем, його замінив Петро Тюленєв, а потім Світлана Карачарова, Лін Лобарєв і Сергій Середрянський. Розділи отримали нових редакторів. З № 63 (листопад 2008) «МирФ» отримав оновлений дизайн, що орієнтувався на світлі, м'які тони, порожні білі поля, з вітражами, що позначали рубрику. В № 73 (вересень 2009) вітражі замінили тематичні ілюстрації.
З квітня 2014 року журнал став виходити в електронній версії для iPad, а з листопада — для Android. В останньому випадку журнал мав два режими читання: графічний (аналогічний відсканованим сторінкам паперової версії) та текстовий (адаптований для зручності читання зі смартфонів). IPad-версія з січня 2016 року стала доступною лише в додатку журналу «Игромания» через затратність, викликану загальною економічною кризою в Росії. В квітні «МирФ» для iPad зник з магазину AppStore зовсім, лишившись тільки в Google Play для Android.
Впродовж 2010-х багато російських журналів перейшли на розповсюдження в електронній формі і «МирФ» не став виключенням. У жовтні 2018 року редакція повідомила, що № 12 за цей рік стане останнім, що вийде на папері. Наступні номери будуть виключно електронними і їх доповнюватимуть матеріали з вебсайту. Втім, не заперечувалося, що паперовий «МирФ» може фінансуватися краудфандингом, виходячи нерегулярно. 29 листопада було анонсовано, що паперовий варіант випускатиметься видавництвом Hobby World з 2019 року.

## Зміст
Редакція дотримується популярного викладу інформації, доступного читачам з принаймні середньою освітою. Хоча статті нерідко зачіпають тему надприродного і паранаукового, в журналі пропагується наукове пояснення невідомого. Якщо згадуються фантастичні елементи, як магія, іншопланетяни, телепортація, подорожі в часі, прямо вказується на їх вигаданість. За словами засновника Миколи Пегасова, «МирФ» поєднує розважальну і науково-популярну складові за традицією радянських науково-популярних журналів. Видання уникає політики, але висвітлює тенденції сучасності, які впливають на фантастику.
Журнал щомісяця публікує близько 30 рецензій на нові фантастичні книги, крім інших творів, тобто інформує читачів про близько третину російського ринку фантастичної літератури. Будь-який читач може надіслати своє оповідання, повість чи навіть цикл романів, які розглядаються редакцією, а найкращі публікуються.

### Розділи
Книжный ряд (укр. Книжковий ряд) — розділ, де публікуються рецензії на нові фантастичні книги, випущені в Росії, комікси і манґу. Також містить статті про класиків фантастики, її жанри, інтерв'ю з письменниками-фантастами, майстер-класи від відомих письменників (зокрема Генрі Лайона Олді), «круглі столи» та полеміку («Трибуна», «На злобу дня»). Цей розділ задумувався як ключовий в усьому журналі. На початках тут публікувалися анотації новинок і рецензії. Поступово вводилися нові рубрики: «Сучасники» (№ 12), рекомендації «Що почитати?» (№ 14), «Серіал» (№ 23). До кінця 2005 року «Книжковий ряд» отримав сучасну структуру: новини, контакт, рецензії, статті.
Видеодром (укр. Відеодром) — містить рецензії на фантастичні фільми і серіали, анонси. Статті «відеодрому» розповідають про класику фантастичного кіно (рубрики «Кіношедеври» і «Ретроспектива»), про технології та прийоми кіно («Магія кіно» і «Історія кіно»), екранізації фантастичних творів («Згадати все»). Є підрозділ, присвячений фантастичним телесеріалам, і нерегулярна колонка про аніме, введена в № 18. Початково розділ містив огляди DVD-релізів, ігноруючи новинки кінотеатрів і основну увагу приділяв російським фантастичним фільмам.
Игровой клуб (укр. Ігровий клуб) — тут розміщуються рецензії на фантастичні відеоігри, настільні та живі рольові ігри, колекційні фігурки.
Музыкальный центр (укр. Музичний центр) — відділився від розділу «Книжковий ряд» з «Диска номера» в 2009 році, де оглядалися аудіокниги. Тут публікуються рецензії на музичні альбоми, пов'язані з фантастикою: рок-опери, саундтреки. У цьому розділі також виходять статті про музикантів, жанри і музичні субкультури, пов'язані з фантастикою.
Врата миров укр. (Брами світів) — розділ, присвячений викладу інформації про фантастичні вигадані всесвіти, їх істот («Бестіарій») і персонажів («Портрет героя», «Слон проти кита»). Публікуються хіт-паради найяскравіших героїв і лиходіїв («Дошка пошани», «Дошка ганьби»), порівняння фантастичних образів з реальними прототипами («Реальність фантастики»), фанатські теорії про знамениті твори. Тут же публікуються статті про художників-фантастів, галереї їхніх робіт і інтерв'ю з ними, а також інтерв'ю і фотографії косплеєрів («Косплей місяця»). В ранніх номерах мав рубрикацію за відомими вигаданими всесвітами (Вестерос, Арда, «Стародавні сувої», «Гаррі Поттер») і носив назву «В центрі всесвітів».
Машина времени (укр. Машина часу) — науково-популярний розділ, який публікує статті з футурології, новинок науки і техніки, які раніше вважалися фантастикою чи вплинули на її розвиток («Назад в майбутнє»), про історію («Вперед у минуле», «Еволюція»), зброю і військову справу («Арсенал»), роздуми про можливі шляхи розвитку історії, («Якби …»), наукові теорії та концепції («Теорії»).
Зона развлечений (укр. Зона розваг) — розділ з літературними творами письменників-професіоналів і початківців, конкурсами і вікторинами, листами читачів. Почався з рубрик «Читальний зал» (№ 1) і «Поштова станція» (№ 2).

## Вебсайт

### Mirf.ru
Вебсайт журналу, відомий з 2015 року як «старий сайт», був запущений у 2005 році. Містить новини, матеріали журналу та архів номерів, а також форум. Оптимізований під роздільність 1024х768. Форум більшою мірою присвячений обговоренням фантастики і масової культури в цілому. На ньому відбуваються «текстова MMORPG» «Королівство» та форумна версія гри «Мафія», онлайн-інтерв'ю з відомими письменниками-фантастами, літературні конкурси. На 2017 на форумі було зареєстровано понад 21 тис. користувачів.

### МирФ 2.0
16 жовтня 2015 року було запущено новий сайт журналу, що має оновлений дизайн і функції. Старий отримав назву old.mirf.ru і продовжує працювати, але не оновлюється. Причиною запуску «МирФ 2.0» стало технічне застаріння сайту Mirf.ru, яке утруднювало його вчасне наповнення. В останні роки активності більшість функцій старого сайту перейняла на себе офіційна спільнота журналу в соцмережі «Вконтакте».
Поступово статті старого сайту переносяться до нового. «МирФ 2.0» має інтеграцію з соцмережами для оцінок і коментування матеріалів. Він позиціонується як повноцінний інформаційно-розважальний ресурс, а не лише архів матеріалів з журналу. Новини високої актуальності (які стосуються анонсів, особливо значних творів, рецензії) публікуються одразу, нижчої — спочатку в журналі, а на сайті з'являються за кілька місяців.
Сайт містить розділи: «Новини», «Кіно» (огляди новинок і класики), «Серіали», «Книги» (власне книги, комікси, інформацію про письменників-фантастів і майстер-класи), «Наука» (винаходи, відкриття, теорії та гіпотези, що лягли в основу фантастичних творів), «Ігри» (відеоігри та настільні), «Світи», «Фан» (творчість фанатів, гумор про фантастику, тести, субкультури), «Відео» (власні відео та фантастичні короткометражки) і «Журнал» (архів номерів, довідка).

## Нагороди
- ESFS Awards: «Найкращий журнал» від Європейського товариства наукової фантастики (2006);
- Бронзовый Икар — «За загальний вклад у відродження, розвиток і пропаганду традиційної науково-фантастичної літератури» (2006);
- Премія ім. Александра Беляєва «За найкращу серію науково-популярних публікацій» (2006, 2008);
- Дюрандаль «За просування фантастичної і рольової культури» (2006) — спеціальна премія фестивалю «Зіланткон»;
- Приз ім. Івана Єфремова «За видатну редакторську, організаторську і просвітню діяльність в області фантастики» (2008);
- Премія творчої майстерні Генрі Лайона Олді «Второй блин» — «За цілий світ фантастики» (2008);
- Нагорода Конгресу фантастів Росії «Странник» в номінації «Найкраще друковане видання» (2009);
- РосКон: нагорода «За найкращий інтернет-проект, присвячений фантастиці» (2011);
- Фантассамблея: спеціальна премія «За стійкість» (2013)[18].

## Аудиторія
За даними сайту «Атлас СМИ», що аналізував аудиторію паперової версії, чоловіки складають 61 % читачів, а з загального числа читачів 59 % мають вищу освіту й вік 25-54 роки. В більшості вони — керівники, спеціалісти, службовці та пенсіонери з доходами вищими за середні.
За результатами опитувань 2011 року з вебсайту журналу, більшості його відвідувачів мали вік від 20 до 29 років (52,9 %), значно менше (31,8 %) — від 10 до 19 років. У 2006 році 73,3 % становили чоловіки. Понад 50 % читачів сайту проживали в Росії, 9,9 % — в Україні та менше відсотка — в інших країнах СНД. Улюбленими розділами читачі визначили «Брами світів» і «Книжковий ряд». Оновлений сайт відвідують понад 10000 осіб щодня.